# Ergisto Bezzi
Ergisto (o Egisto) Bezzi (Cusiano di Ossana, 16 gennaio 1835 – Torino, 3 agosto 1920) è stato un patriota italiano, personaggio di primo piano del Risorgimento italiano, intermediario patriottico tra Mazzini e Garibaldi, volontario nell'impresa dei Mille e garibaldino.

## Biografia

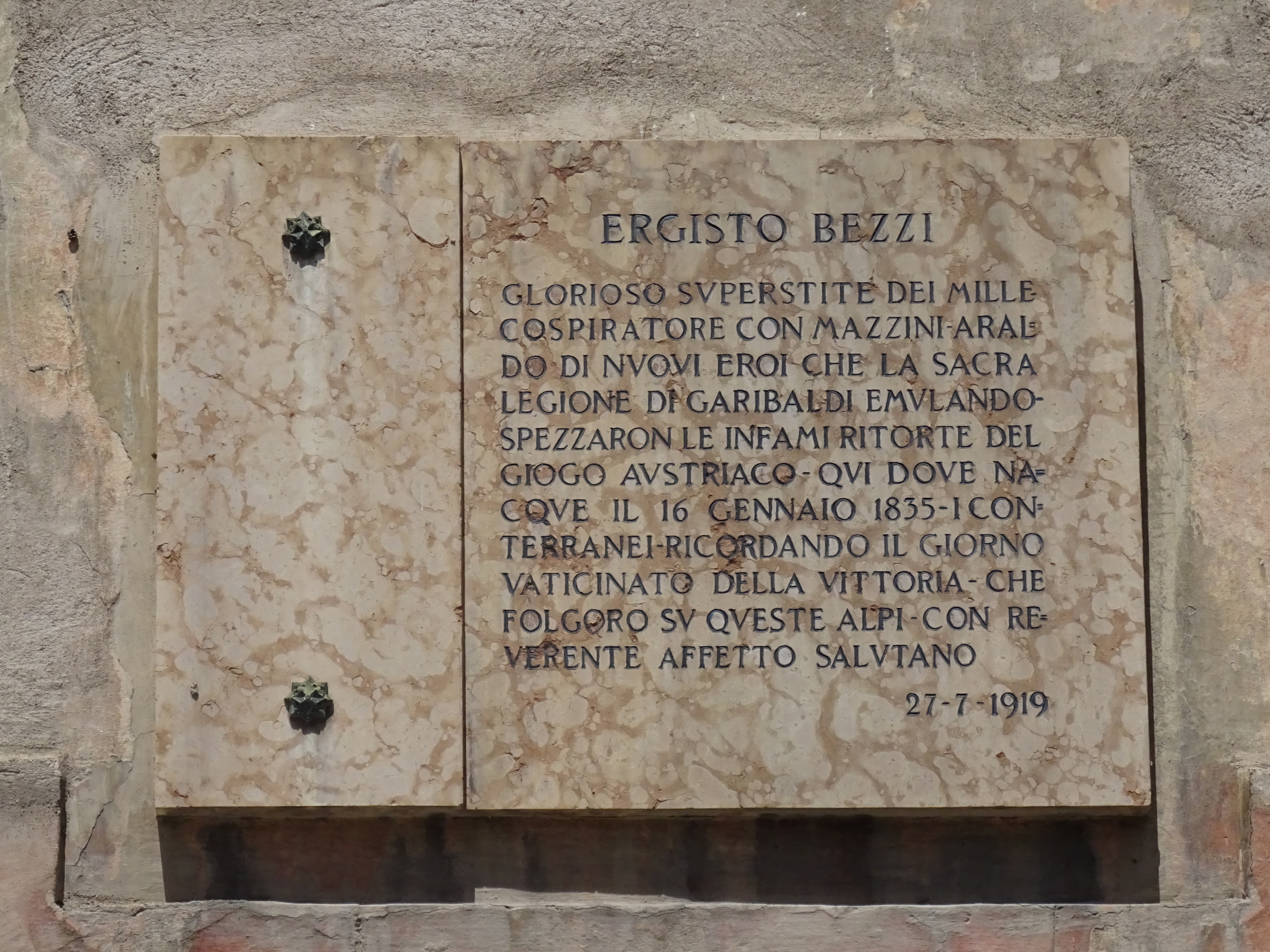
Targa nel paese natale di Cusiano

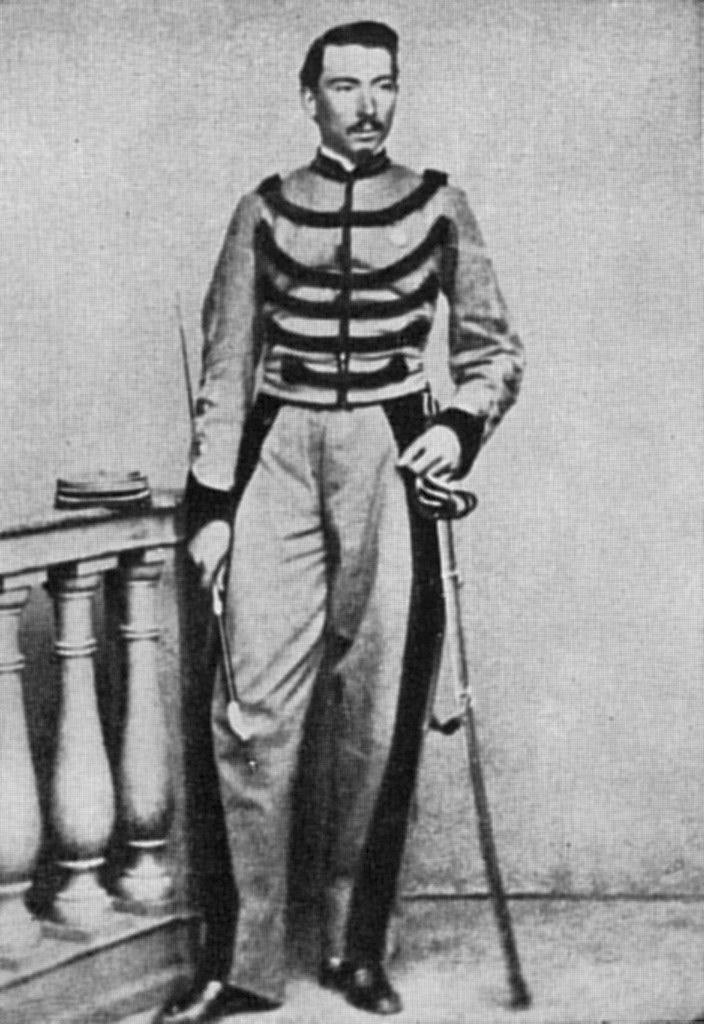
Ergisto Bezzi nel 1860 in divisa da capitano delle Guide

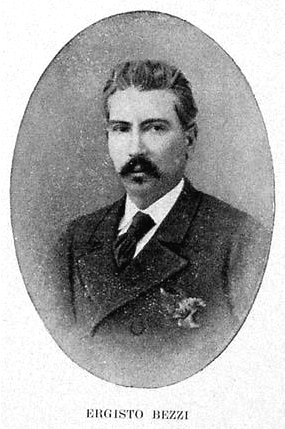
Ergisto Bezzi

Figlio di Giovanni Battista, medico condotto, e Felicia Benvenuti, nacque a Cusiano di Ossana il 16 gennaio 1835. Dopo aver frequentato il liceo nella città di Rovereto si trasferì a Milano ove si impiegò in un'azienda commerciale. Alla vigilia della seconda guerra d'indipendenza del 1859 dovette fuggire dalla polizia austriaca riparando in Piemonte e si arruolò volontario a Torino nelle Guide di Francesco Simonetta.
Nel 1860 partecipò alla spedizione dei Mille, ancora tra le file del corpo delle Guide, e attorno a lui si riunivano tutti i trentini dell'esercito. Fu dei primissimi con Francesco Nullo a penetrare nelle difese di Palermo: primo fu a mettere il piede in Calabria con Alberto Mario.
Conquistò i galloni di ufficiale sul campo: sottotenente a Palermo, luogotenente dopo la presa di Milazzo, capitano dopo Reggio Calabria, aiutante di campo del generale Stefano Türr, del quale però non approvava la facile transigenza politica, ritornò a Milano inflessibile repubblicano rifiutando la croce di cavaliere di Savoia seppure assegnatagli. Il 13 novembre del 1864 tentò l'insurrezione del Trentino, difatti mosse con 150 uomini per la Val Trompia, ma arrestato dai carabinieri fu rinchiuso nel carcere di Brescia poi di Alessandria.
Nella terza guerra di indipendenza del 1866, di nuovo arruolato volontario come capitano nelle Guide,  partecipò da valoroso a tutti gli scontri di quella campagna: alla battaglia di Ponte Caffaro, Monte Suello e alla battaglia di Bezzecca ove fu ferito alla gamba. Fu il promotore, nel 1866,  degli Indirizzi di fedeltà dei comuni trentini a Vittorio Emanuele II, dichiarazioni di fedeltà che i comuni trentini liberati e il clero spedirono a Vittorio Emanuele II e a Garibaldi per essere uniti al Regno d'Italia.
A guerra finita rifiutò un'altra volta la croce di Savoia e anche questa gli fu assegnata d'autorità. Nel 1867, nella battaglia di Mentana, fu ferito ad ambo le cosce. I soldati francesi lo derubarono, ma poi resero il denaro al ferito, conducendolo a Roma, ove fu rilasciato. A causa delle ferite portò le stampelle per tre anni e non poté accorrere nel 1870 in Francia al seguito di Garibaldi. Nel 1890 rifiutò il mandato di Ravenna che lo aveva eletto deputato scomparendo dalla scena politica italiana. Mantenne relazione con i patrioti trentini tra i quali Cesare Battisti. Dal settembre del 1909 si stabilì a Torino con il nipote Mario, entomologo di fama. Di lui si scrisse che fu: «Caro a Mazzini e Garibaldi, sospirò col primo, combatté col secondo».  Morì a Torino il 3 agosto 1920.
Inizialmente sepolto nel Cimitero monumentale di Milano, dove a tutt'oggi vi è custodito un piccolo monumento funebre, le sue ceneri vennero traslate nel Cimitero monumentale di Trento accanto alla madre.